# Ellenabad
Ellenabad é uma cidade   no distrito de Sirsa, no estado indiano de Haryana.

## Geografia
Ellenabad está localizada a 29° 27′ N, 74° 39′ L. Tem uma altitude média de 189 metros (620 pés).

## Demografia
Segundo o censo de 2001, Ellenabad tinha uma população de 32 786 habitantes. Os indivíduos do sexo masculino constituem 54% da população e os do sexo feminino 46%. Ellenabad tem uma taxa de literacia de 57%, inferior à média nacional de 59,5%: a literacia no sexo masculino é de 64% e no sexo feminino é de 49%. Em Ellenabad, 15% da população está abaixo dos 6 anos de idade.